# سیرک سولیل: جهان‌های دورافتاده
سیرک سولیل: جهان‌های دورافتاده (انگلیسی: Cirque du Soleil: Worlds Away) فیلمی در ژانر فانتزی به کارگردانی اندرو آدامسون است که در سال ۲۰۱۲ منتشر شد.